# 西東京農業協同組合

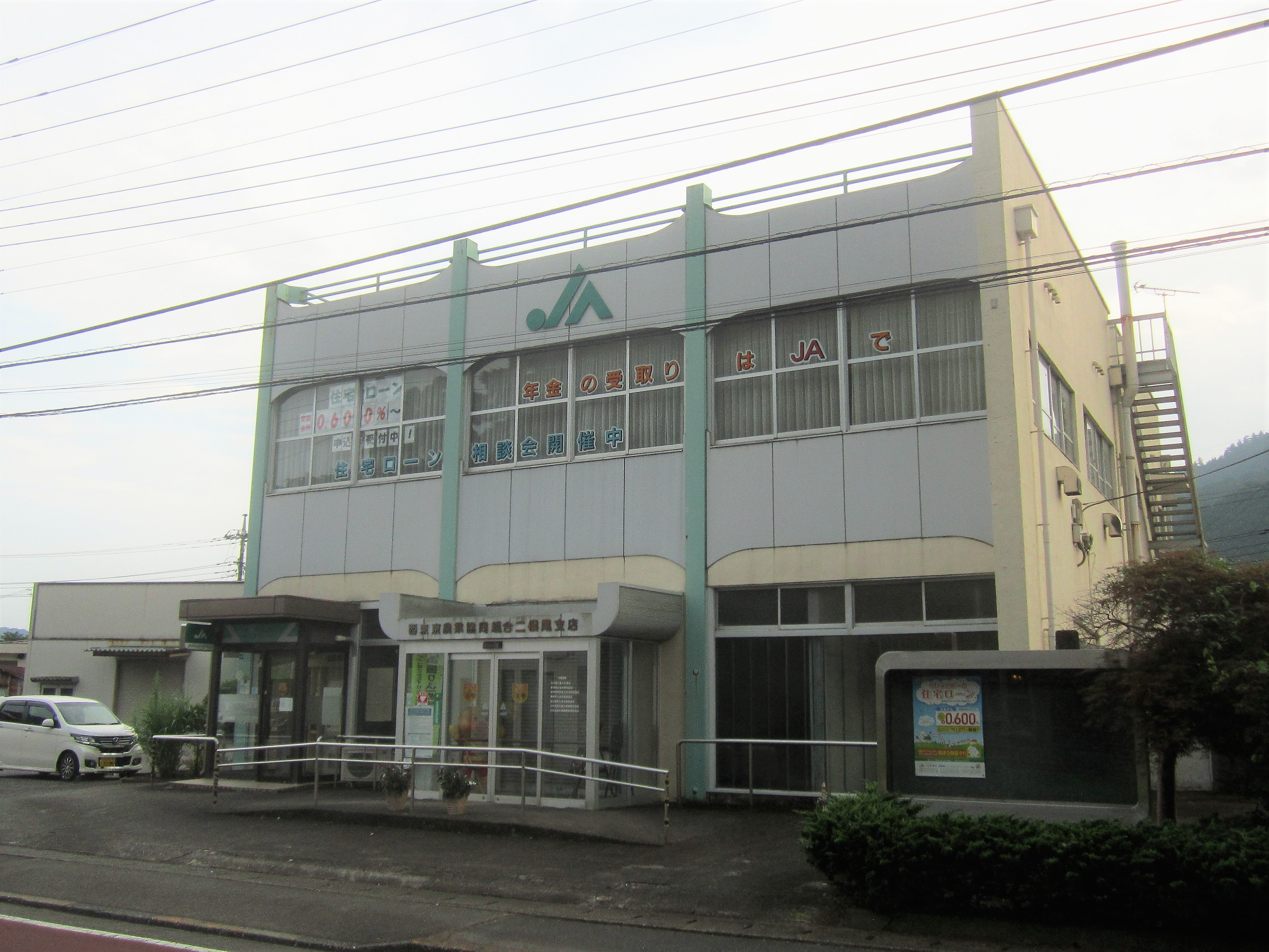
西東京農業協同組合 二俣尾支店

西東京農業協同組合（にしとうきょう、略称JA西東京、西東京農協）は、東京都青梅市に本店を置く農業協同組合。青梅市と奥多摩町を営業区域としている。

## 店舗
- 本部
- 本店営業課
- 東青梅支店
- 新町支店
- 古里支店
- 調布支店
- 小曽木支店
- 吉野支店
- 二俣尾支店
- 指導経済部
- かすみ直売センター
- グリーンセンター
- 古里経済店舗
- 小曽木経済店舗
- 葬祭センター